# George (gruppo musicale)
I George sono stati un gruppo musicale rock australiano, formatosi a Brisbane nel 1996 e composto da Katie Noonan, Tyrone Noonan, Geoff Green, Paulie Bromley, Nick Stewart e Geoff Hooton.

## Storia
Inizialmente, i George hanno pubblicato una serie di EP in modo indipendente: George, You Can Take What's Mine e Bastard Son/Holiday. Nel 2001 hanno firmato un contratto discografico con la Festival Records, pubblicando il loro primo album in studio Polyserena nel 2002. Ha raggiunto la vetta della ARIA Albums Chart, paese nel quale è risultato l'8º disco più venduto dell'anno ed è stato certificato doppio disco di platino. Il gruppo è diventato il decimo australiano ad esordire direttamente in cima alla classifica nazionale con un album di debutto. Anche il secondo album, intitolato Unity, si è classificato in vetta in madrepatria, dove è stato certificato disco d'oro. Tra il 2001 e il 2004, inoltre, il gruppo ha piazzato tutti i cinque singoli pubblicati nella ARIA Singles Chart. Agli ARIA Music Awards hanno ricevuto otto candidature, vincendone una nel 2002 grazie a Polyserena. Nel 2005 il gruppo è entrato in pausa, riunendosi per diversi concerti undici anni dopo, tra il 2016 e il 2017.

## Discografia

### Album in studio
- 2002 – Polyserena
- 2004 – Unity

### Raccolte
- 2010 – The Essential Hits
- 2016 – The Early Years

### EP
- 1998 – George
- 1999 – You Can Take What's Mine
- 2000 – Bastard Son/Holiday

### Singoli
- 2001 – Special Ones
- 2001 – Run
- 2002 – Breathe In Now
- 2002 – Breaking it Slowly
- 2004 – Still Real